# 省善真堂

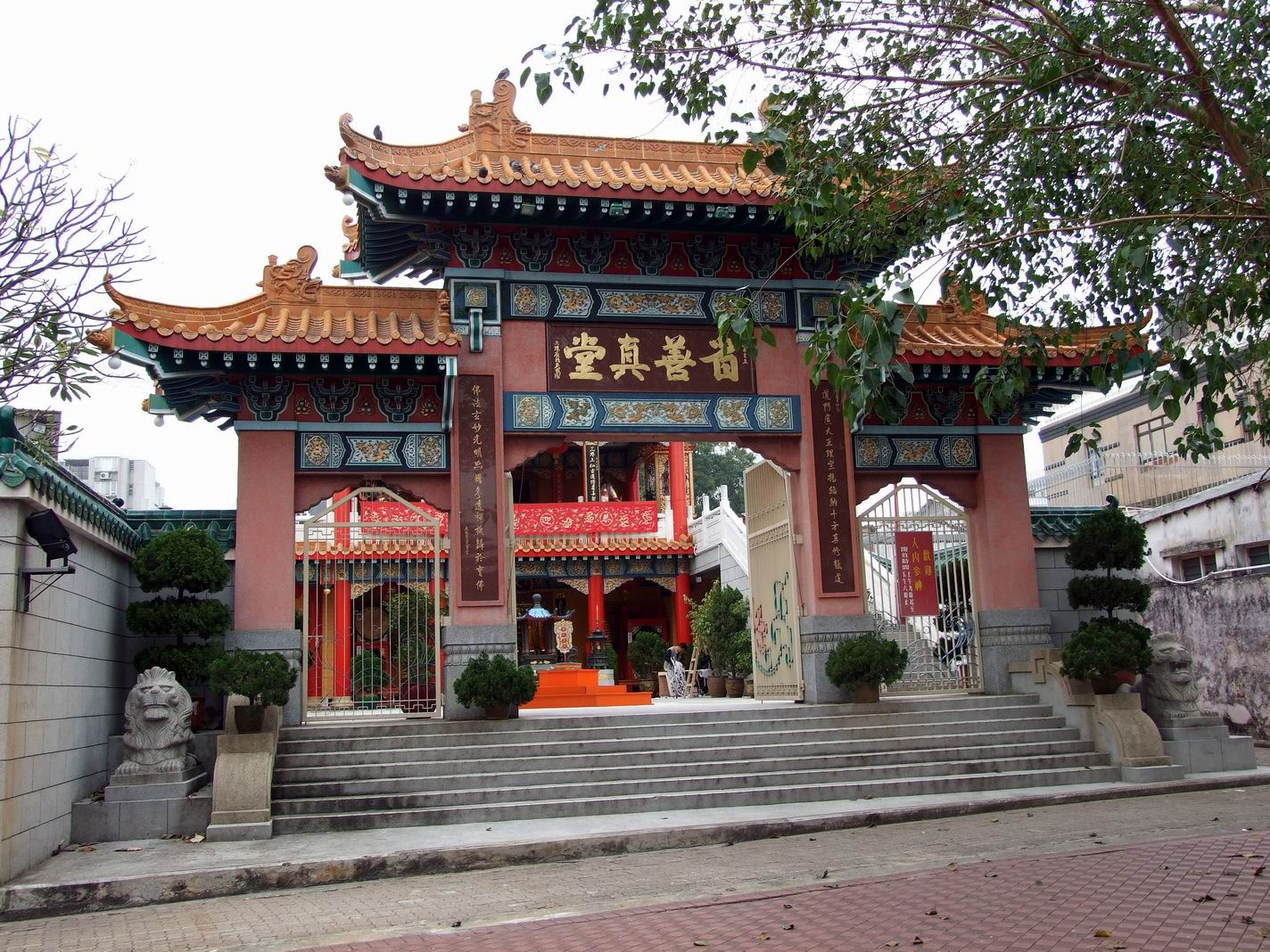
省善真堂門樓

省善真堂為非牟利道教慈善團體，位於九龍塘律倫街7-8號。「蓬瀛省善慈善中醫診所」位於九龍城獅子石道29-31號金倫樓二樓。

## 歷史及結構
省善真堂前身是於1942年在中國廣東東莞成立之「蓬瀛閣」，其下設有「善寶善社」，專責贈衣施食等慈善工作。戰後遷港，於1952年在九龍深水埗營盤街成立「省善真堂」。1958年於當時的華民政務司立案為廟宇。1959年遷往譚公道。並於1967年及1968年分別註冊為「有限公司」及「非牟利道教慈善團體」。1970年遷往九龍塘律倫街八號現址，並於1990年再購置鄰宅七號，擴建至現今規模。
省善真堂內設有三清正殿、文殊殿、觀音殿、文昌殿、元辰殿等。

## 外部連結
- 省善真堂 （页面存档备份，存于）